# Петров, Пётр Дмитриевич
Пётр Дмитриевич Петров (род. 3 января 1949, Сухуми, Абхазская АССР) — советский и абхазский композитор, музыкальный педагог и музыковед

. Заслуженный артист Абхазии (2008). Автор первой абхазской симфонии «Апсны». Член Союза композиторов СССР (1978), член Союза композиторов Абхазии (1994).

## Биография
Пётр Дмитриевич Петров родился в Сухуме, в семье музыканта. Отец Дмитрий Петров был баянистом-виртуозом, исполняющим классические произведения Шопена и Ференц Листа. И сам перекладывал ноты с фортепиано на баян. Мать Петра Петрова пела. Детство прошло в Сухумском музыкальном училище.
В шесть лет композитор уже играл на аккордеоне, часами репетировал за пианино.
В раннем подростковом возрасте играл в баскетбольной команде.
В 13 лет организовал с друзьями эстрадный коллектив при санатории МО ПВО.
1956 году поступил в школу при Сухумском музыкальном училище. В период обучения им созданы первые произведения: «Вальс», «Полька», «Марш».
1964 году поступил в Сухумское музыкальное училище на фортепианное отделение и в 1968 году окончил его с отличием.
Впервые о нём пишет газета «Советская Абхазия» в 1966 году.
В 1972 году в малом зале им. А.К. Глазунова Санкт-Петербургской государственной консерватории состоялся концерт студентов Киевской государственной консерватории имени П.И. Чайковского  и Латвийской государственной консерватории им. Я. Витола, где исполнялась  Соната для виолончели и фортепиано (2 и 3 части). Исполнителями выступили автор и виолончелистка Наталья Ярмольская.
В 1974 году окончил теоретико- композиторское отделение Киевской государственной консерватории.
Во время учёбы в консерватории Петр продолжает работать во всех жанрах, кроме оперного. Оркестр Киевской консерватории не раз исполнял оркестровые сочинения П. Петрова. А в киевском Доме композиторов  прозвучал его вокальный цикл «Из военных лет» на стихи поэтов – участников Великой Отечественной войны Урина и Лесина.
В 1974—1976 служил в рядах Советской армии в Ансамбле песни и пляски войск Краснознаменного Западного пограничного округа (город Черка
В армии играет на электробаяне и писал оркестровки для Ансамбля. Регулярно выступал в роли дирижёра. Ансамбль обслуживал Западный пограничный округ и очень части выезжал на гастроли. В 1975 коллектив занял 1-е место среди ансамблей пограничных войск.
С 1976 года работает преподавателем теоретических дисциплин в Сухумском государственном музыкальном училище (гармонию, сольфеджо, инструментоведение, чтение партитур).

В 1978 году написал первый концерт для фортепиано с оркестром, который исполняется впервые в июне 1978 года в Абхазской государственной филармонии. Солистом выступал Анатолий Гельбак, дирижёр — А.Хагба
Долгими аплодисментами встречали зрители первое исполнение фортепианного концерта молодого композитора П. Петрова. Концерт привлекает мастерством оркестровки, характерными ритмическими рисунками, оригинальным лирическим отступлением во второй части и напористым финалом. 
В 1978 году принят в члены Союза композиторов СССР, где он представил симфонию «Апсны». Рекомендации дали вывший педагог по композиции Ю.Ищенко и известный музыковед Абхазии М. Хашба.

В рекомендации Мери Хашба пишет:
Петров П.Д.  вдумчивый  и серьезный музыкант.
1980—1990 гг. — композитор активно сотрудничает с Абхазским государственным симфоническим оркестром. Произведения композитора звучали на пленумах союза композиторов Грузии в Тбилиси, в концертах, проводимых в рамках Союза Композиторов СССР. Абхазский симфонический оркестр исполнял произведения П. Петрова во время своих гастролей по Поволжью.
В начале 1990-х годов музыка композитора исполняется камерными инструментальными ансамблями, например, ансамблем "Ачарпын".

В период грузино-абхазского конфликта 1992—1993 отправил свою семьи из военной зоны, оставаясь с больной матерью в Сухуме. В условиях особо холодной для Кавказа зимы 1992 — 93 гг. в Сухуме, лишенный еды, воды и электричества, «обессиливая от голода и холода (он похудел на 40 кг.), при свече не переставал писать» 
« Шостакович создавал свою Седьмую симфонию в осажденном Ленинграде, то Петр Петров писал абхазскую музыку в оккупированном грузинами Сухуме. Однажды к нему ворвались грузинские грабители. Не найдя ничего ценного, они поинтересовались, что он делает. На столе лежала партитура второй части Второго фортепианного концерта. Он ответил, что пишет ноты. Интересно, что в основе медленной части концерта лежит абхазская тема. К счастью, грузинские грабители не стали уточнять, какие „ноты“ пишет худой, обросший русский музыкант. Впервые в жизни композитор, педагог порадовался музыкальной безграмотности грузинских мародеров, которая спасла ему жизнь» — Елена Борисовна Пигуль 
Творческое наследие Петра Петрова всего за год и три месяца войны пополнилось Концертом № 2 для фортепиано с оркестром, Камерной симфонией № 2 для струнного оркестра, сонатиной для фортепиано, прелюдией для фортепиано «Ритуальный танец», романсом «Заклинание» на стихи Л. Васильевой, «Колыбельной песней» на стихи Е. Бальмонта.
2000—2009 новый этап в творчестве композитора, обращение к элементам джазового стиля. Написаны 18 концертных джазовых пьес для фортепиано, джазовая пьеса «Музыкальный презент» для тромбона и струнного оркестра.
В 2000-х годах принимает участие в творческих камерных вечерах "У Людмилы Логуа"
В 2010 отмечен Департаментом культуры города Москвы за участие в программе "Москва - столица многонациональной России".
Большой пласт произведений исполняется на ежегодных республиканских конкурсах для учащихся музыкальных школ. Произведения композитора входят в программу отчетных ежегодных концертов Сухумского музыкального училища.
Авторские концерты с успехом проходили в школе искусств им. Рихтера в Москве.
Произведения исполняются в Германии, Испании, Греции и других странах.

## Музыкальные сочинения
Является автором первой абхазской симфонии «Апсны» (всего им написано 12 симфоний), многочисленных инструментальных, вокальных произведений, а также сборников для детей и юношества, которые с удовольствием исполняются на фестивалях и конкурсах.
Автор инструментальных и вокальных произведений, концертов для фортепиано с оркестром и скрипичных произведений, также пишет музыку для детей, которая активно исполнялась учащимися младших классов музыкальных школ.
74 прелюдий для фортепиано (1968—2021).
Огромный пласт романсов: «На севере диком» 1967 (сл. Г. Гейне), «Весення сказка» 1967 (сл. В. Курасова) «Целуются пары» 1968 (сл. Р. Гамзатова), «Бьется поток» 1968 (сл. Р. Гамзатова), «Для чего мне золото и камни» 1968 (сл. Р. Гамзатова), «Горы» 1969 (на украин. языке)(сл. О.Олеся), «Море» 1969 (сл. О.Олеся), «Нiч» 1969 (сл. О.Олеся), «Откид дерев у озернiм затонi срiблiстим» 1971 (сл. П. Верлена), «В промiннi бiлiм» 1972 (сл. П. Верлена), «Заклинанье» 1993 (сл. Л. Васльевой), «Зачем?» 1999 (сл. В. Гюго), «Слышишь, раздается в роще» 1999 (сл. В. Гюго), «Любовь, о девушка» 1999 (сл. В. Гюго), «Я люблю» 1999 (сл. Н.Кучака (армянский поэт)), «Старик» 2000 (сл. К. Ломиа), «Цветы» 2000 (сл. К. Ломиа), «Облака» 2000 (сл. К. Ломиа), «Неблагодарный сын» 2000 (сл. К. Ломиа), «Фиалки» 2000 (сл. К. Ломиа), «Почетней князя» 2000 (сл. К. Ломиа), «Камни» 2002 (сл. К. Ломиа), "Как тихо все " 2002 (сл. Н. Патулиди), "Кипарис " 2002 (сл. Н. Патулиди), "Лунной ночью " 2002 (сл. Н. Патулиди), «Осень» 2003 (сл. К. Ломиа), «Мертвец» 2003 (сл. Ш. Бодлер), «Погребение» 2003 (сл. Ш. Бодлер), «Луна» 2003 (сл. Ш. Бодлер), «Вишни» 2003 (сл. В. Гюго), «Могильная плита» 2004 (сл. И. Бунин), «Могила» 2005 (сл. А. Плещеева), «Зимний сон» 2005 (сл. И. Эйхендорфа), «Видения» 2008 (сл. Пьетро де ла Винья), "Ваше Величество Женщина « 2009 (сл. Б. Окуджава), „Нет, не умирает, человек“ 2018 (сл. В. Зантариа), „Птицы“ 2018 (сл. В. Зантариа)
Также песни: "Комиссары" 1967, "Отец 1967, "Вера" 1968 (сл. Л. Забашты), "Песни о Ленине" 1969 (сл. Сосюры), "Песня о Ленине" 1970, "Закувала зозуленька" 1971 (обработка украинской  народной песни),  "Зелени патрулi" 1972 пионерская песня на сл. Куринского , "Пошел я в армию служить" 1975 (строевая песня), "Сухумская красавица" 1990 сл. Э.Дзыба, "Колыбельная песня" 1993 сл. К. Бальмонта, "Радостное событие" 1997 сл. Бардодым, "Сухум - город родной" 1999 сл. И.М. Матвеева, "Приставалка" 2012 детская песенка сыночка и его мамы  на сл. Саши Чёрного,  "За дружбу" 2015 песня для голоса с фортепиано
В творчестве используются мелодические и ритмические особенности абхазской народ. песни, а также подлинные мелодии абхазских народных песен. (симфония „Апсны“, симфоническая поэма „Владимир Харазия“ и др.).
В 1973 пишет кантату "Родная земля" на слова болгарской поэтессы Миляны Стефановой.
Наиболее известны шесть пьес для фортепьяно: „абхазский танец“, „этюд“, „колыбельная“, „На лошадке“, „Шуточный танец“, „Музыкальный момент“, „Прелюдия и фуга“.

### Симфонии
1971 Симфония-сюита „Из русской старины“
1976 Симфония № 1 „Апсны“ для БСО
1980 Симфония № 2 для БСО
1982 Симфония № 3, посвящена героям павшим в Великой Отечественной войне, для БСО
1987 Симфония № 4, для БСО
1990 Симфония № 5 для БСО
1991 Камерная симфония № 1
1993 Камерная симфония № 2
1994 Камерная симфония № 3
2010 Камерная симфония № 4
2017 Камерная симфония № 5
2018 Камерная симфония № 6

### Концерты
для фортепиано с оркестром: 1970 „Концертино“ , № 1 (1978), № 2 (1992), № 3 (1998), № 4 (2004), № 5 (2006), № 6 (2009), № 7 (2009), № 8 (2011), № 9 (2012), № 10 (2013), № 11 (2016), № 12 (2018)
для скрипки с оркестром: № 1 (1978), № 2 (1981), № 3 (2000), № 4 (2007), № 5 (2007), № 6 (2014) (посвящен Марии-Эмилии Терзян-Хагба)
для различный инструментов с оркестром:
2011 Концерт № 1 для альта
2013 Концерт № 2 для альта
1984 Концерт № 1 для флейты
2015 Концерт № 2 для альта
2011 Концерт № 1 для гобоя
1973 Концерт для кларнета
1983 Концерт № 1 для трубы
1987 Концерт № 2 для трубы
1982 Концерт для тромбона

### Произведения для оркестра
1970 „Увертюра“ для БСО
1977 симфоническая поэма „Владимир Харазия“
1979 „Абхазский танец“ для БСО
1979 „Абхазское скерцо“ для БСО
1980 „Детская сюита“ № 1 для МСО, „Вечное движение“ для струнного оркестра
1985 „Праздничная увертюра“ для БСО
1988 „Усыпальная“ для струнного оркестра
1989 „Музыканты смеются“ для скрипки и струнного оркестра
1991 „Детская сюита № 2“ для МСО
2003 „Абхазский туш“ для струнного оркестра
2006 „Скерцо“ для струнного оркестра
2008 „Музыкальный презент“ для тромбона, фортепиано и струнного оркестра
2009 „Танго“ для струнного оркестра и фортепиано
2010 „Маленькая шутка“ для струнного оркестра, „Музыкальный сюрприз“ для струнного оркестра
2012 „Попурри на абхазские темы“ (из произведений автора) для камерного оркестра. Исполняется  Государственным камерным оркестром Республики Абхазия. В 2020 году исполнялась в Московской государственной консерватории имени П.И. Чайковского в Рахманиновском зале.
2014 „Обыкновенный шлягер“ для двух скрипок с оркестром
2018 „Мелодия“ для фортепиано с оркестром

### Струнные квартеты
№ 1 (1972), № 2 (2005), № 3 (2007)

### Ансамбли для 3-х и более инструментов
1969 — „Легенда“ для скрипки, виолончели и фортепиано
1969 „Вариации“ на тему украинской народной песни для струнного квартета
1970 „Рондо“ для флейты, гобоя, кларнета, валторны и фагота
1983 Четыре пасторали для флейты, гобоя, кларнета и фагота

### Произведения для фортепиано
Сонаты: № 1 (2001), № 2 (2002), № 3 (2002), № 4 (2006), № 5 (2009), Сонатино (1993)
Вариации для фортепиано: Вариация на тему С. Рахманинова (1969), Вариации для фортепиано (1994)
Этюды: № 1 (2003), № 2 (2003), № 3 (2003), № 4 (2004), № 5 (2004), № 6 (2004), № 7 (2004), № 8 (2005)
Два тома прелюдий и фуг для фортепиано: Том первый — по квинтовому кругу. Том второй — по квартовому кругу (1981—1994). Всего 74 прелюдии и фуги для фортепиано.
Пьесы для фортепиано:
1988 „Экспромт № 1“
1997 „Экспромт № 2“
Детская сюита „Дима-Рыжик и его друзья“
1. Дима-рыжик хиппи (1995)
2. Дима-рыжик в цирке (1995)
3. Вальс Геры и Веры (1996)
4. Матрёна и Максим танцуют польку» (1996)
5. Гера, Вера, Матрёна, Максим, Дима-Рыжик — всем спать" (1996)

1999 "Акварели для фортепьяно (6 пьес)
2001 «Три ностальгических вальса»
2002 «Элегия»
2003 «Юмореска», «Караван»
2010 «Аллегро»
2014 «Misrerioso»
2014 «Сарказмы» (5 пьес), «Бурлеска»
2015 «Токката»
2016 «Сладкий запах жасмина» (сентиментальный вальс)
2017 «Скерцо»
2019 «Черное скерцо»
2008 «На дискотеке» для двух фортепиано
2020 «Прометей», "Маленький чертик"

### Джазовые произведения для фортепиано
1989 «Музыканты смеются»
1995 «Прелюдия в стиле блюз»
2004 «Сегодня вечером»
2005 «Диджей», «Встретимся на Бродвее», «Первое свидание», «На диком Западе», «Полумрак … свечи»
2006 «Я жду тебя», «Мы снова вместе»
2007 «Помнишь?»
2008 «Диск-жокей», «Играем джаз», «Джазмен», «Музыкальный джаз-момент»
2009 «Позднее свидание»
2010 «В джазовых ритмах», «Белый вечер», «Сюрприз»
2011 «Джазовые зарисовки»
2012 «Музыканты шутят», «Маленький чертик», «Ритмы джаза»
2015 «Шалунишка»
2016 «Маленькие озорницы», «Веселые проказницы»
2017 «Юные проказницы»
2018 «Бродячий музыкант»
2019 «Новичок», «Забытая встреча», «Однажды вечером»
2020 «Еще не вечер», «Возвращение», «Случайная встреча»(для скрипки, альта и фортепиано), «Маленький чертик — 2», «Вечерняя встреча», «Веселый ковбой»
2021 «Музыкальный привет», "Волшебный сон", "Все очень просто"

### Произведения для скрипки с фортепиано
1969 Сюита: «Пастораль», «Скерцино», «Колыбельная», «Рондо»
1974 «Соната № 1»
1983 «Соната № 2»
1988 «Старинный романс»
2003 «Еврейская мелодия № 1»
2004 «Гуцулочка»
2005 «Соната № 3»
2007 «Турецкое рондо»
2008 «Еврейская мелодия № 2»
2009 «Простая мелодия», «Еврейская мелодия № 3», « Еврейская мелодия № 4»
2010 «Еврейская мелодия № 5»
2011 «Веснянки» (6 пьес)
2011 «Забытая мелодия»
2012 «Молдавский наигрыш», «Веселые проказницы», «Соната № 4»
2015 «Таинственная незнакомка»
2016 «Играем джаз»
2018 «Маленькая модница», «Черная глаза», «Тарантелла» (исполнялось в Москве, Мадриде)
2019 «Контрасты» для двух скрипок с фортепиано
2020 «Музыкальный парадокс», «Случайная встреча»

### Произведения для виолончели с фортепиано
1971 «Соната»
1977 «Четыре пьесы картинки»
1997 «Легенда», «Рондо»

### Произведения для духовых инструментов с фортепиано
1969 «Акварели» (6 пьес) для флейты
1980 «Рондо» для флейты
2011 «Экспромт» для флейты
2015 «Абхазский наигрыш» для трех флейт (без фортепиано), «Маленький вальс»
2012 «Экспромт» для саксофона-альта
2017 «Простая мелодия» саксофона-альта, «Караван» для кларнета
1988 «Мелодия для трубы», «Веселая прогулка» для трубы, «Колыбельная» для трубы
2003 «Мы снова встретились» для трубы
2005 «Караван» для трубы
2019 «Cantabile» для флейты и арфы с оркестром
2020 «Забытый вальс» для кларнета
2021 «Караван» для трубы

### Произведения для народных инструментов
1981 «Колыбельная» для чонгури с фортепиано, «Танец юношей» для чонгури (соло)
1997 «Легенда» для чонгури с фортепиано
1995 «Абхазский наигрыш» для аккордеона, «Мелодия» для аккордеона, «Лыхнашта» для аккордеона, «Музыкальный момент» для аккордеона

### Хоры
1968 Сумерки a"capella сл. Бунина
1969  Родник a"capella  (женский) сл. И. Бунина
1974 Порой, когда все спит сл. В. Гюго
1974 О, если нас зовут в луга цветущий май сл.  В. гюго
2005 Ночные голоса женский хор сл. И. Эйхердорфа  (перевод А. Плещеева)
2015 Рождество сл.? для смешанного хора и фортепиано

### Произведения для детского хора и фортепьяно
1995 Песня первоклассников сл. Г. Сапгира  для солиста, хора и фортепиано
2013 Конфетка
2014 Урок сольфеджио
2015 Распевка
2015 Кокетка
2015 Маленький подарок
2015 Милашка
2016 Улыбка
2016 Елочка сл. Клокоаой
2016 Скороговорки
2017 Кошкин сынок сл. Берестова

### Музыка к театральным спектаклям
Музыка к пьесе А. Мукба «Когда все двери открыты» (1979)
Музыка к пьесе М. Светлова «20 лет спустя» 1983
Музыка к пьесе- сказке  М.К. Машаду «Похищение луковиц» (1995)

## Симфония «Апсны»
Первая абхазская симфония «Апсны»
Начата 1975 года — исполнена 19 мая 1976 на государственном экзамене Анатолия Дмитриевича Хагба.
Симфония для большего симфонического оркестра (тройной состав). Из четырёх частей.
Исполнялась в Абхазии, Майкопе, Волгоград.

## Критика
Он вжился в абхазский музыкальный фольклор, его образное мышление настроено на абхазский музыкальный ряд (на языке музыки это фригийский и миксолидийский лады), его темы, гармонии, и в особенности кадансовые обороты выходят  из-под  его пера  абхазскими - Аида Ашхаруа
Не используя цитат народных мелодий, композитор опирается  на интонационные обороты  и лады, характерные для абхазского фольклора, умело соетая их с мажорно-минорной системой.  - музыковед Елена Пигуль

## Семья

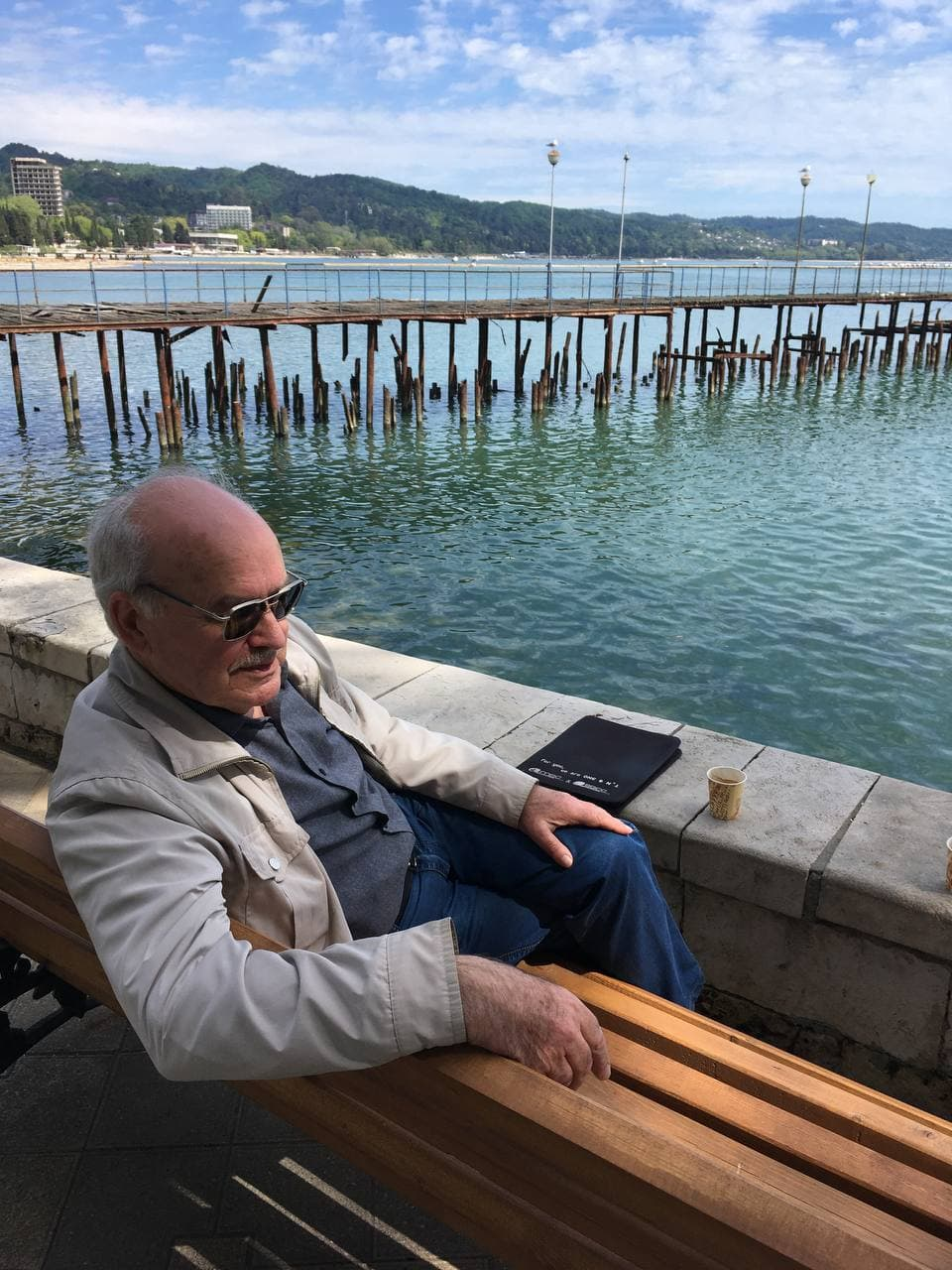
Сухум, май 2021

Отец — Петров Дмитрий Петрович (19 октября 1917 — 27 марта 1967) — баянист, преподаватель Сухумского музыкального училища
Мать — Петрова (Рафаилова) Надежда Яковлевна (7 августа 1921 — 24 декабря 2008) — домохозяйка
Жена — Петрова (Цалобанова) Вера Васильевна (14 марта 1947 — 20 июля 1997) — педагог музыкальной школы № 2.
Дети:
сын — Петров Дмитрий Петрович (29 июля 1971- 16 марта 2003) — скрипач
дочь — Петрова Татьяна Петровна (13 декабря 1978)

## Изданные музыкальные произведения
«Четыре пьесы-картинки» для альта и фортепьяно. Киев, 1980;
Репертуар альтиста (Сборник пьес). Четыре пьесы-картинки. Киев "Музыкальная Украина", 1980. С.17-25.
Акварели. Сюита для флейты и фортепиано. Редактор. Ал. Шаверзашвили. Тбилиси, Издательство грузинского отделения Музфонда Союза ССР. 1980.
Рондо для флейты, гобоя, кларнета, валторны и фагота. Редактор. Ал. Шаверзашвили. Тбилиси, Издательство грузинского отделения Музфонда Союза ССР. 1981.
Сюита для скрипки и фортепиано. Редактор. Ал. Шаверзашвили. Тбилиси, Издательство грузинского отделения Музфонда Союза ССР. 1982.
Соната для скрипки и фортепьяно. Редактор. Ал. Шаверзашвили. Тбилиси, Издательство грузинского отделения Музфонда Союза ССР. 1983.
Сборник пьес для деревянных духовых инструментов композиторов Абхазии. (Сборник) Редактор Д. Сепиашвили. Тбилиси, Издательство грузинского отделения Музфонда Союза ССР. 1983.
Пьесы композиторов Абхазии (для фортепиано). (сборник) Библиотека юного пианиста. М.: Советский композитор, 1992.
Первые шаги (сборник детских пьес для фортепиано). Сухум, 2013
Нотная тетрадь Дианочки Павловой. Сухум, 2013
Сборник детских пьес для фортепиано в четыре руки, Сухум, 2013
Новая абхазская тетрадь: детские пьесы для фортепиано, АОЕ: «Арашь», 2016. 40 с.
Маленький виртуоз: детские пьесы для фортепиано _ Сухум: ЗАО «Арашь», 2017. 20 с.
Детский уголок: пьесы для фортепиано- Сухум: ЗАО «Арашь», 2018 36 с.
Юный скрипач: 8 детских пьес для скрипки и фортепиано. Сухум: ЗАО «Арашь», 2018 (20+8)

## Дискография
1982 — Симфоническая музыка композиторов Абхазии (Мелодия)
Сторона 1
П.Петров Концерт для фортепиано № 1 с оркестром в трех частях
К. Ченгелия. Абхазское каприччио
Р. Гумба. Радость, Симфоническая картинка
Алла Отырба, фортепиано
Симфонический оркестр телевидения и радио Грузии
Дирижёр Анатолий Хагба
Сторона 2
Л. Чепелянский. Дмитрий Гулия, поэма
М. Берикашвили. Песнь раненого
А. Чичба. Интермеццо
Симфонический оркест телевидения и радио Грузии
Дирижёр Тариел Дугладзе